# HD 100546
HD 100546, conosciuta anche come KR Muscae, è una giovane stella di magnitudine 6,3 nella  costellazione della Mosca, distante circa 350 anni luce dal sistema solare. Si tratta di una stella Ae/Be di Herbig, una categoria di stelle di classe A o B di pre-sequenza principale che non hanno ancora innescato la fusione dell'idrogeno nel loro nucleo. Circondata ancora da un vasto disco protoplanetario, attorno a essa sono stati scoperti due protopianeti giganti gassosi, a distanze di 15 e 110 UA dalla stella madre.

## Caratteristiche
Con un'età di appena 5-10 milioni di anni, HD 100546 è una stella Ae/Be di Herbig di pre-sequenza principale che non ha ancora innescato la fusione nucleare dell'idrogeno nel suo nucleo. Di tipo spettrale B9 ha una temperatura superficiale di oltre 10.000 K e una massa 2,5 volte quella del Sole. Si sta ancora contraendo da una vasto disco di accrescimento, la materia sta collassando verso l'interno e in tempi relativamente brevi su scala astronomica, nel suo nucleo la temperatura raggiungerà valori sufficienti per innescare la fusione dell'idrogeno in elio, diventando a tutti gli effetti una stella bianco-azzurra di sequenza principale.

## Sistema planetario
Già nel 2005 studiando il disco circumstellare era stato proposto da B. Acke e M.E. van den Ancker un pianeta in formazione che spiegasse il vuoto nel disco osservato a circa 6,5 UA; venne ipotizzata la presenza di un enorme pianeta o nana bruna con una massa di 20 MJ. L'interesse per la giovane stella e il suo disco non diminuì negli anni seguenti, alla ricerca di giovani pianeti in formazione. A metà degli anni 2010, dopo una lunga campagna osservativa con il Very Large Telescope arrivò l'annuncio della scoperta di un pianeta gigante gassoso avente un raggio 7 volte quello di Giove, una massa 5 volte quella gioviana e situato a 53 UA dalla stella.
Nel 2021 dopo osservazioni compiute con il radiointerferometro ALMA, un gruppo guidato da Davide Fedele ha annunciato la scoperta di due protopianeti immersi nel disco di gas e polveri, di massa 3 e 8 volte quella di Giove e a distanze di 15 e 110 UA. Lo stesso studio di Fedele et al. ha evidenziato che il disco circumstellare è diviso in due principali strutture: un anello interno che va da 20 a 40 UA e uno più esterno che va da 120 a 250 UA, quest'ultimo più debole e meno omogeneo dell'anello più interno e diviso a sua volta in diverse sottostrutture, con una maggiore densità in particolare a 180 e 220 UA di distanza dalla stella. In prossimità del disco esterno sono stati rilevati ghiaccio e molecole d'acqua; probabilmente il pianeta, pulendo la sua orbita dal materiale del disco, ha reso possibile il passaggio della radiazione stellare causando la fotoevaporazione dei ghiacci, rendendoli così rilevabili da ALMA.
La grande distanza dalla stella del protopianeta più esterno pone alcuni quesiti riguardo alle teorie di formazione planetaria comunemente accettate, che non prevedono la formazione di pianeti giganti a oltre 40 UA, e in questo caso, essendo il pianeta ancora in fase di accrescimento, la migrazione orbitale non può essere la spiegazione.
Sempre nel 2021 un altro studio, di Ackermann Pyerin et al., conferma l'esistenza di due protopianeti, di cui uno posto a grande distanza, anche se a masse sostanzialmente invertite, ossia il più interno sarebbe il più massiccio e situato a 13 UA, mentre il più esterno, di 3 masse gioviane, dista 143 UA dalla stella.

### Prospetto del sistema
Sotto, un prospetto secondo il modello di Fedele et al.; come detto sopra Ackermann Pyerin et al. indicano invece la massa dei pianeti, rispettivamente per b e c di 8 e 3 masse gioviane con semiassi maggiori rispettivamente di 13 e 143 UA; inoltre stimano le masse dei dischi circumstellari di 21 MJ per il disco più interno e di 66 M⊕ per quello più esterno.
| Pianeta          | Tipo            | Massa  | Periodo orb. | Sem. maggiore | Scoperta |
| ---------------- | --------------- | ------ | ------------ | ------------- | -------- |
| b                | Gigante gassoso | 3,1 MJ | —            | 15 UA         | 2021     |
| Disco di gas     | —               | 29 MJ  | —            | 20-40 UA      | 2021     |
| c                | Gigante gassoso | 8,5 MJ | —            | 110 UA        | 2021     |
| Disco di polveri | —               | 33 M⊕  | —            | 150-250 UA    | 2021     |